# Shut Up 'n Play Yer Guitar
Shut Up 'n Play Yer Guitar è un album live di Frank Zappa. Venne pubblicato originariamente in triplo vinile nel 1981 e ripubblicato su due e tre CD nel 1986 e 1995 rispettivamente. Contiene materiale registrato dal vivo tra febbraio 1976 e dicembre 1980, tranne l'ultima traccia - Canard du Jour - un duetto tra Frank Zappa al bouzouki e Jean-Luc Ponty al violino baritono, registrata nel 1973.

## Tracce
Tutte le tracce sono di Frank Zappa, tranne Canard du Jour (improvvisazione di Zappa-Ponty)
Disco 1
1. five-five-FIVE - 2:35
2. Hog Heaven - 2:46
3. Shut Up 'n Play Yer Guitar - 5:35
4. While You Were Out - 6:09
5. Treacherous Cretins - 5:29
6. Heavy Duty Judy - 4:39
7. Soup 'n Old Clothes - 3:02

Disco 2
1. Variations on the Carlos Santana Secret Chord Progression - 3:56
2. Gee, I Like Your Pants - 2:32
3. Canarsie - 6:06
4. Ship Ahoy - 5:26
5. The Deathless Horsie - 6:18
6. Shut Up 'n Play Yer Guitar Some More - 6:52
7. Pink Napkins - 4:41

Disco 3
1. Beat It With Your Fist - 1:39
2. Return of the Son of Shut Up 'n Play Yer Guitar - 8:45
3. Pinocchio's Furniture - 2:04
4. Why Johnny Can't Read - 4:04
5. Stucco Homes - 8:56
6. Canard Du Jour - 10:12